# Dawid Rubenowitsch Begalow

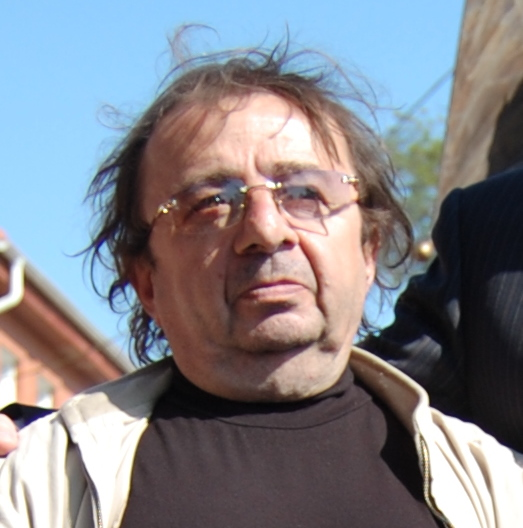
Dawid Rubenowitsch Begalow (2008)

Dawid Rubenowitsch Begalow (russisch Давид Рубенович Бегалов; * 26. November 1951 in Rostow am Don; † 13. November 2013 ebenda) war ein sowjetisch-russischer Bildhauer und Hochschullehrer armenischer Herkunft.

## Leben
Begalow besuchte 1969–1973 die Leningrader Serow-Kunstschule (seit 1992 St. Petersburger Roerich-Kunstschule) und studierte dann an der Leningrader Muchina-Kunst-Gewerbe-Hochschule (seit 2006 St. Petersburger Stieglitz-Kunst-Gewerbe-Akademie) in der Fakultät für Architektur- und dekorative Plastik bei Walentina Rybalko mit Abschluss 1979.
Nach dem Studium lebte und arbeitete Begalow in Rostow am Don. 1982 wurde er in die Union der Künstler der UdSSR aufgenommen. Im Juni 1991 wurde er von der Union der Künstler der UdSSR zu einem Praktikum nach Paris geschickt. 1994–2004 lehrte er an der Rostower Grekow-Kunstschule in der Skulpturen-Abteilung. Auch war er Dozent an der Südlichen Föderalen Universität in der Fakultät für Malerei und Bildhauerei.
Bekannt wurde Begalow mit den Denkmälern für Howsep Arghutjan (1999) und Warteres Samurgaschew (2004) in Rostow am Don und für Fjodor Uschakow (2005) in Noworossijsk.
In Rostow am Don stand seit 1959 auf dem Karl-Marx-Platz ein Karl-Marx-Denkmal als Ersatz für ein im Deutsch-Sowjetischen Krieg zerstörtes Karl-Marx-Denkmal. Dort hatte vor der Oktoberrevolution ein Denkmal Katharinas II. gestanden, die 1779 die Stadt Nachitschewan am Don (heute Stadtteil Rostows am Don) für die aus dem Khanat der Krim umgesiedelten Armenier gegründet hatte. Begalow gehörte mit Vertretern der lokalen armenischen Diaspora zu einer Initiative, die sich nach dem Zerfall der Sowjetunion für die Umsetzung des Karl-Marx-Denkmals und die Wiederherstellung des Katharina-Denkmals am ursprünglichen Ort einsetzte. Begalow bot sich an, die dafür notwendigen Arbeiten durchzuführen. Trotz vieler wiederholter Bemühungen sprach sich der Gouverneur der Oblast Rostow aufgrund der Widerstände in der Stadtbevölkerung 2014 gegen die Umsetzung des Karl-Marx-Denkmals aus.
Begalow war mit der Architektin Swetlana Igorewna Begalowa verheiratet.
Begalow starb am 13. November 2013 in Rostow am Don und wurde auf dem armenischen Friedhof begraben.

## Werke (Auswahl)

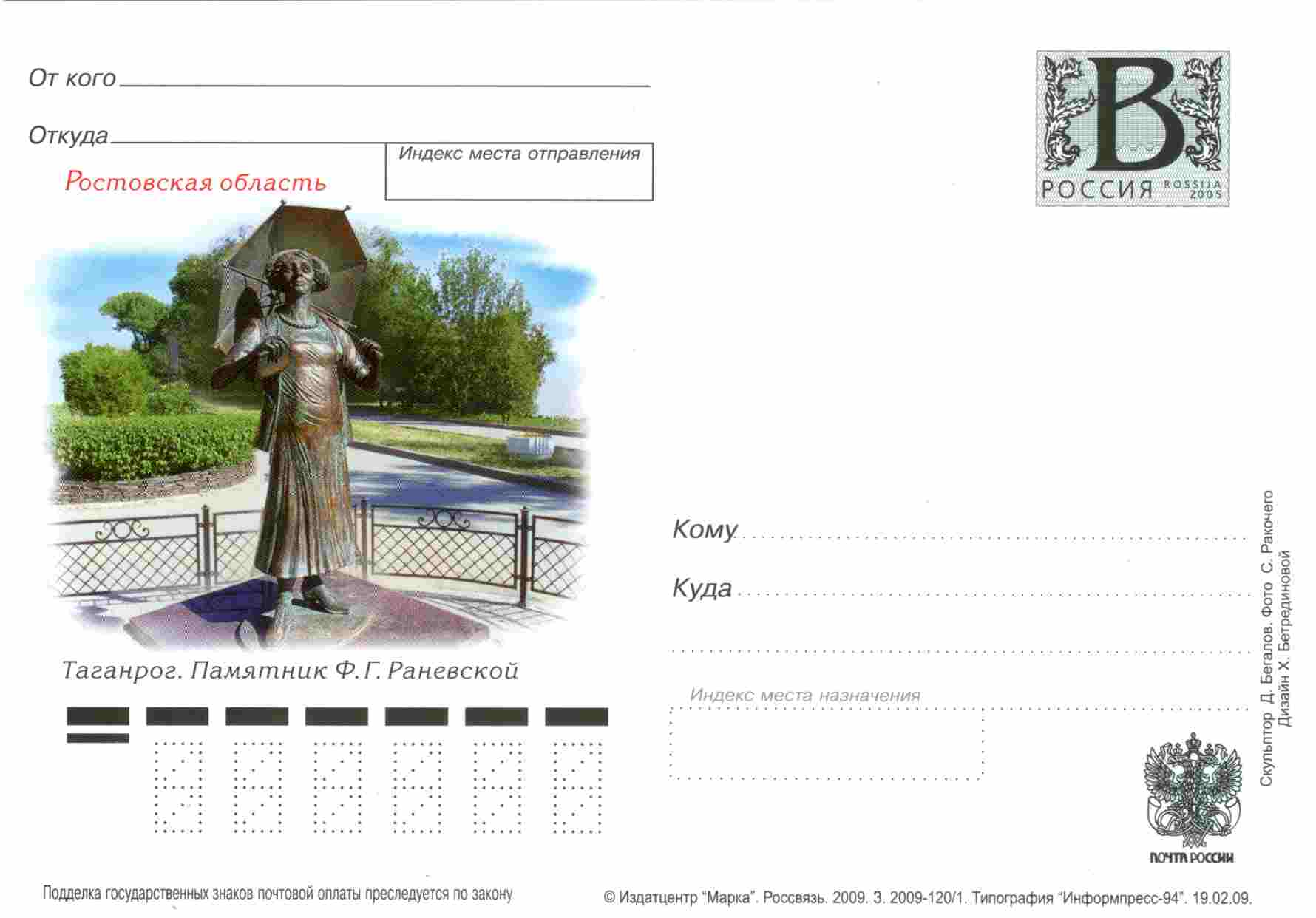
Ranewskaja-Denkmal (2008), Taganrog, auf einer Postkarte der Russischen Post
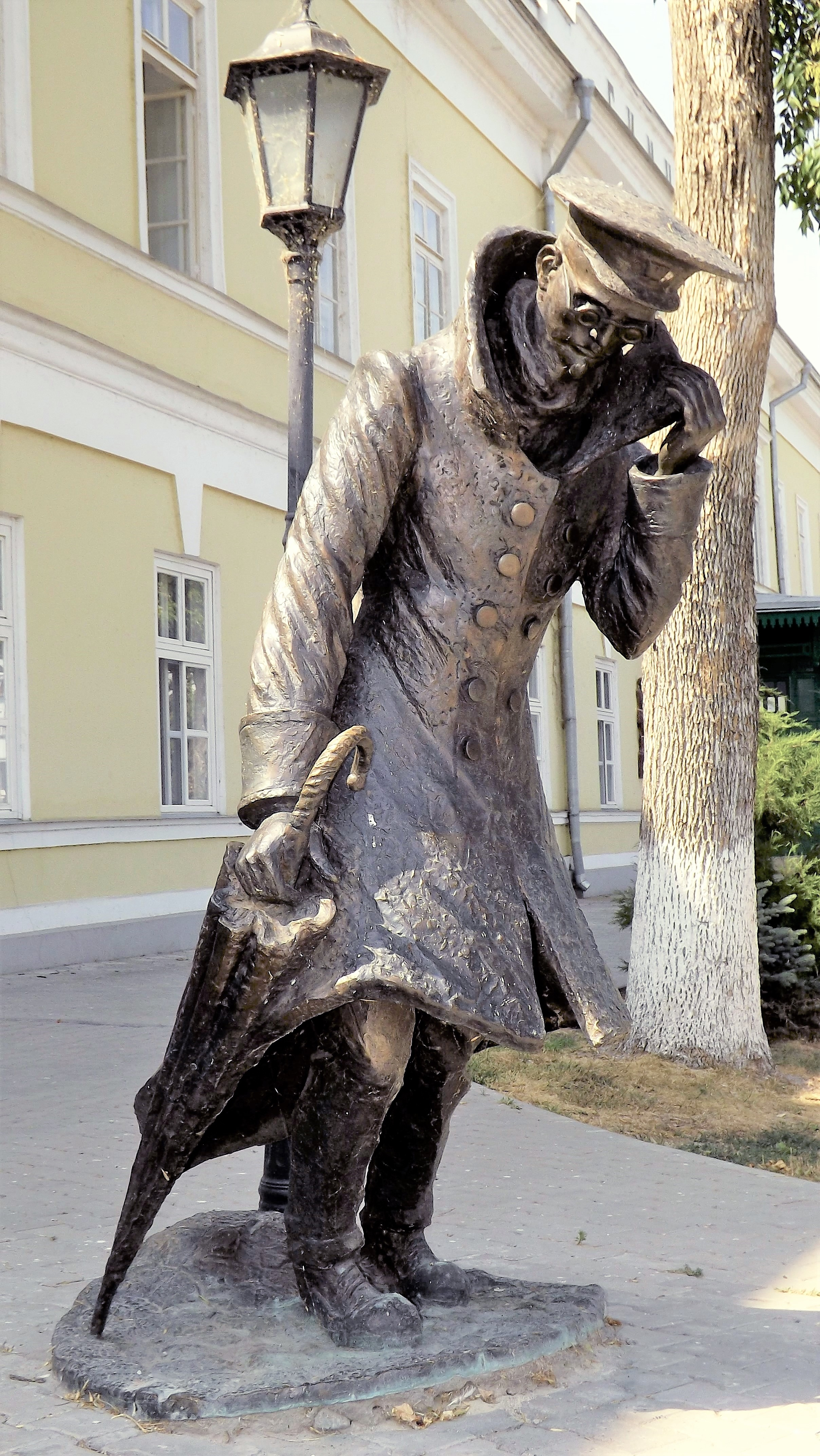
Der Mann im Futteral (nach Anton Tschechows Erzählung, 2010),[8] Tschechow-Gymnasium, Taganrog
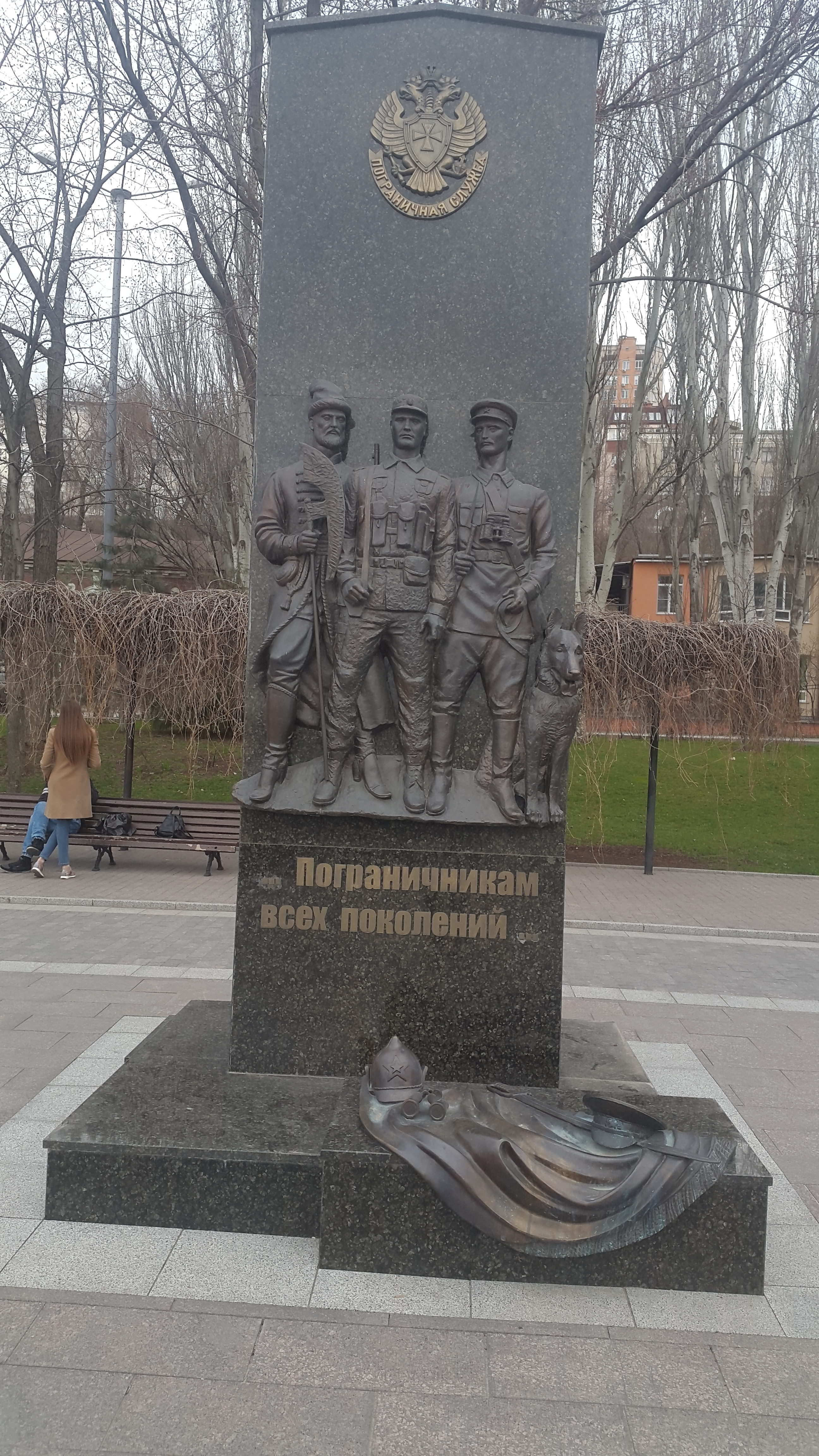
Denkmal für die Grenzsoldaten aller Generationen (2014), Rostow am Don